# Панич, Тодор
Тодор Панич (серб. Тодор Панић; 1911, Болянич — 18 июня 1942, гора Озрен) — югославский партизан времён Народно-освободительной войны Югославии, Народный герой Югославии.

## Биография
Родился в 1911 году в деревне Болянич (около Добоя). Окончил начальную школу, занимался земледелием. С 1929 года служил в Югославской королевской армии, окончил пехотную школу младших офицеров в Билече. Служил на словенской границе, воинское звание — поднаредник (аналогичное званию младшего сержанта). Участник Апрельской войны, после капитуляции бежал в родное село, избегая разоружения.
После начала сербских погромов в Независимом государстве Хорватии Тодор установил связь с коммунистической партии Югославии и выбрался на гору Озрен, где встретился с её руководством. Он возглавил партизанское движение в окрестностях Озрена и, как младший офицер, стал отвечать за обучение солдат и формированию подразделений. Позднее стал военным руководителем партизанского движения в районе Грачаницы.
По планам Панича партизаны провели ряд диверсий на железной дороге, взяли штурмом несколько крепостей и разгромили несколько гарнизонов. Так, в октябре 1941 года была взята крепость на Лупоглаве у Джурджевика, в ходе боёв Тодор был легко ранен. В конце ноября 1941 года он возглавил 3-й батальон Озренского партизанского отряда, выбив из Грачаницы усташский карательный батальон и захватив ряд документов, в которых содержались планы по разгрому Озренского отряда. В середине декабря 1941 года под командованием Тодора отряд взял немецкую крепость Дукин-Крст на дороге Добой—Сараево. В конце февраля 1942 года отряд Тодора атаковал немецкие позиции в местечках Крстач и Дуги-Брд, уничтожив домобранский батальон численностью более 150 солдат и офицеров. Тогда же Панич стал заместителем командира отряда, а позднее и самим командиром отряда. Озренский отряд стал серьёзной силой в Боснии и Герцеговине.
Четники, которые знали о военной карьере Тодора, пытались переубедить его и переманить к себе. Пользуясь своими противоречиями с партизанами, четники несколько раз предлагали Паничу перейти на их сторону, но тот отказался, оставшись верным партизанам. Возмущённые отказом, 18 июня 1942 четники организовали покушение на него с целью ослабить отряд. Один из потенциальных перебежчиков убил в тот день Тодора Панича.
24 июля 1953 указом президента Федеративной Народной Республики Югославии Иосипа Броза Тито Тодору Паничу присвоили посмертно звание Народного героя Югославии.